# Living on Video
Living on Video (Žijící na videu) je skladba skupiny Trans-X z roku 1981.
Coververzi této skladby vytvořili, mimo jiné, U 96, Nathalie De Borah, DJ Piccolo, Trance XS, Cardenia, Cosmo & Tom, La Bouche, Culture Beat, DJ Interface, Ratty, Lazard, Pin-Occhio & 2 Brothers on the 4th Floor (jako „Living in Cyberspace“).

## Coververze Ratty
Jako singl projektu Ratty vyšla píseň v roce 2001. K písni nebyl natočen videoklip.

### Seznam skladeb
1. Living on Video (Original Mix) – (6:46)
2. Living on Video (Ratty Mix) – (8:41)
3. Living on Video (Jay Frog Mix) – (6:40)